# Roberto Mello
Roberto de Mello – brazylijski brydżysta, World Grand Master (WBF).

## Wyniki brydżowe

### Olimpiady
Na olimpiadach uzyskał następujące rezultaty:
| Olimpiady Brydżowe. Zawody teamów | Olimpiady Brydżowe. Zawody teamów | Olimpiady Brydżowe. Zawody teamów | Olimpiady Brydżowe. Zawody teamów | Olimpiady Brydżowe. Zawody teamów | Olimpiady Brydżowe. Zawody teamów |
| Rok                               | Miejsce                           | Zawody                            | Kategoria                         | Drużyna                           | Pozycja                           |
| --------------------------------- | --------------------------------- | --------------------------------- | --------------------------------- | --------------------------------- | --------------------------------- |
| 1992                              | Salsomaggiore                     | 9 Olimpiada Teamów                | Open                              | Brazil                            | 17                                |
| 1988                              | Wenecja                           | 8. Olimpiada Teamów               | Open                              | Brazil                            | 11                                |

### Zawody światowe
W światowych zawodach zdobył następujące lokaty:
| Mistrzostwa Świata. Konkurencja teamów | Mistrzostwa Świata. Konkurencja teamów | Mistrzostwa Świata. Konkurencja teamów | Mistrzostwa Świata. Konkurencja teamów | Mistrzostwa Świata. Konkurencja teamów | Mistrzostwa Świata. Konkurencja teamów |
| Rok                                    | Miejsce                                | Zawody                                 | Kategoria                              | Drużyna                                | Pozycja                                |
| -------------------------------------- | -------------------------------------- | -------------------------------------- | -------------------------------------- | -------------------------------------- | -------------------------------------- |
| 2010                                   | Filadelfia                             | 13. Seria Mistrzostw Świata            | Open                                   | Rio de Janeiro                         | 97                                     |
| 2009                                   | São Paulo                              | 39. Mistrzostwa Świata Teamów          | Trans                                  | Brum                                   | 17                                     |
| 2005                                   | Estoril                                | 37 Mistrzostwa Świata Teamów           | Open                                   | Brazil                                 | 5                                      |
| 2000                                   | Southampton                            | 34 Mistrzostwa Świata Teamów           | Open                                   | Brazil                                 | 2                                      |
| 1997                                   | Hammamet                               | 33 Mistrzostwa Świata Teamów           | Open                                   | Brazil                                 | 9                                      |
| 1995                                   | Pekin                                  | 32 Mistrzostwa Świata Teamów           | Open                                   | Brazil                                 | 9                                      |
| 1993                                   | Santiago                               | 31. Mistrzostwa Świata Teamów          | Open                                   | Brazil                                 | 3                                      |
| 1991                                   | Jokohama                               | 30. Mistrzostwa Świata Teamów          | Open                                   | Brazil                                 | 4                                      |
| 1989                                   | Perth                                  | 29. Mistrzostwa Świata Teamów          | Open                                   | Brazil                                 | 1                                      |
| 1982                                   | Biarritz                               | 6 Mistrzostwa Świata                   | Open                                   | Chagas                                 | 45                                     |
| 1979                                   | Rio de Janeiro                         | 24. Mistrzostwa Świata Teamów          | Open                                   | Brazil                                 | 6                                      |
| 1969                                   | Rio de Janeiro                         | 16 Mistrzostwa Świata Teamów           | Open                                   | Brazil                                 | 5                                      |

| Mistrzostwa Świata. Konkurencja par | Mistrzostwa Świata. Konkurencja par | Mistrzostwa Świata. Konkurencja par | Mistrzostwa Świata. Konkurencja par | Mistrzostwa Świata. Konkurencja par | Mistrzostwa Świata. Konkurencja par |
| Rok                                 | Miejsce                             | Zawody                              | Kategoria                           | Partner                             | Pozycja                             |
| ----------------------------------- | ----------------------------------- | ----------------------------------- | ----------------------------------- | ----------------------------------- | ----------------------------------- |
| 2010                                | Filadelfia                          | 13. Mistrzostwa Świata              | Open                                | Jose Roberto Brum                   | 82                                  |
| 1982                                | Biarritz                            | 6. Mistrzostwa Świata               | Open                                | Gabriel Chagas                      | 3                                   |

## Klasyfikacja
- Roberto Mello – klasyfikacja WBF (ang.)